# Великодворский
Великодво́рский — посёлок в Гусь-Хрустальном районе Владимирской области России. Центр муниципального образования «Посёлок Великодворский» (сельское поселение).
Расположен в 42 км на юг от Гусь-Хрустального на автодороге Р-132 «Золотое кольцо». Железнодорожная станция Великодворье на линии Владимир—Тумская. В поселке запруда на реке Дандур (приток Гуся).

## История
Село Великодворье впервые упоминается Олеарием в XVII веке. Оно принадлежало к Стружанской волости Рязанского уезда
Село указано на планах генерального межевания, датированных 1790 годом. Входило в состав Касимовского уезда Рязанской наместничества(до 1796 года), а затем Рязанской губернии.
Возникновение посёлка Великодворского связано с возникновением Великодворский (Дардурской) стекольной фабрики, при которой и возникло поселение фабричных мастеровых людей. В 1795 году (V ревизская перепись) владельцем деревень Зайцево, Мордвиново и Харламово был секунд-майор Константин Иванович Воейков.
В 1804 году имение было продано надворному советнику Петру Алексеевичу Кусовникову. С его именем и связано возникновение Великодворской (Дардурской) стекольной фабрики).
В ведомостях фабрик и заводов 1833 года указано, что «Фабрика сия начально устроена собственным иждивением по изобилию лесов помещиком Петром Алексеевичем Кусовниковым, а от него по купчей дошла гвардии поручику Николаю Алексееву сыну Бахметьеву…» Как свидетельствуют материалы ревизской переписи 1811 года, Бахметьев купил Великодворскую фабрику в 1809 году.
Для обеспечения производства рабочей силой в Касимовский уезд Рязанской губернии были переселены мастеровые люди со стекольной фабрики, видимо, также принадлежавшей Бахметьеву, в Городищенском уезде Пензенской губернии. На 1811 год при фабрике проживало 86 душ мастеровых мужского пола и их семьи.
Фабрика с окрестными деревнями Зайцево Залесье тож, Мордвиново, Харламово, составляла единый хозяйственный комплекс. На 1811 год общее число мастеровых, дворовых и крепостных крестьян составляло в имении 315 душ мужского пола.
В 1817 году Великодворская фабрика была куплена у Бахметьева гвардии корнетом Сергеем Акимовичем Мальцовым, а от него в 1823 году перешли по наследству Ивану Сергеевичу Мальцову.
В середине XIX веке село Великодворье, деревни Малышкино, Харламово, Мордвиново, Залесье (Зайцево тож) входили в состав владений семьи стекольных заводчиков Мальцовых. По данным Х ревизской переписи (1858 год) владельцем указанных населённых пунктов был тайный советник и кавалер Иван Сергеевич Мальцов.
Дубровский и Растовский стекольные заводы располагались в районе деревни Залесье. По данным ведомости о фабриках и заводах их возникновение также относится к началу 19 века. Население рабочих посёлков этих заводов по данным ревизской переписи 1858 года было приписано к Великодворской фабрике. Позже на месте бывших фабричных посёлков, видимо, и возникли населенные пункты Растово и Дубровка.
В 1905 году в посёлке Великодворского стекольного завода насчитывалось 55 дворов, население поселка составляло 744 жителя. В посёлке имелось: церковно-приходская школа, аптека, здесь располагалась квартира урядника. Основное занятие жителей — работа на стекольной фабрике.
С 1927 по 2005 год обладал статусом посёлка городского типа.
С 2006 года является центром сельского поселения «Посёлок Великодворский», объединяющего 7 населённых пунктов.

## Население
| 1859  | 1897  | 1905  | 1926  | 1939  | 1959  | 1970  |
| ----- | ----- | ----- | ----- | ----- | ----- | ----- |
| 270   | ↗842  | ↘744  | ↗2441 | ↗3146 | ↗3407 | ↘3073 |
| 1979  | 1989  | 2002  | 2010  | 2021  |       |       |
| ↘3018 | ↘2571 | ↘2270 | ↘1984 | ↗2010 |       |       |

## Экономика
- ЗАО «Великодворский стекольный завод» (бывш. им. Зудова). Входит в Ассоциацию «Русь-Стекло». Производственная мощность: 240 млн стеклоизделий в год. Выпускаемая продукция — Эксклюзивная стеклянная тара от 0,1 — до 2,0 л. Завод был основан в 1817 году русским фабрикантом Иваном (по другим сведениям Акимом) Сергеевичем Мальцовым. Первоначальное название стекольного завода — «Дардурская стекольная фабрика» — было дано по имени реки Дардур[17].
- ОАО «Великодворский горно-обогатительный комбинат» (основан в 1957 году).

## Достопримечательности
Церковь Елисаветы 1875—1900 гг.

## Символика
Герб и флаг поселка Великодворский утверждены решением Совета народных депутатов от 28 декабря 2018 года № 32.
Обоснование символики:
Основными предприятиями поселка Великодворский являются старейший стекольный завод (1817 г.) и современный горно-обогатительный комбинат (основан в 1957 г.).
Символы:
- Серебряный атом-восьмилистник — аллегория восьмиконечной звезды из герба рода Мальцовых, символизирует и связь с прошлым, и Великодворский стекольный завод, зало-женный представителем этого рода. Его очертания напоминают строение атома бериллия, оксид которого применяется в огнеупорных материалах, в том числе при варке стекла. Восьмилистник — символизирует Великодворский стекольный завод. Великодворский горно-обогатительный комбинат (ГОК) также является одним из крупнейших в своей отрасли. Продукция комбината, особенно кварцевый песок, поступает на все стекольные заводы Гусь-Хрустального района и далеко за его пределы.
- Зеленая, завершенная золотом, оконечность с выемкой, напоминающая карьер — аллегория песчаных разработок, проводимых Великодворским ГОКом, символ самого комбината.
- Летящий гусь — символизирует принадлежность поселка Гусь-Хрустальному района (ранее район назывался Гусевским).

Цвета:
- Серебро — символ чистоты, открытости, божественной мудрости, примирения.
- Золото — символ высшей ценности, величия, богатства, урожая.
- Лазурь — символ возвышенных устремлений, искренности, преданности, возрождения.
- Зелень — символ природы, здоровья и надежды.
- Червлень — символ труда, мужества, жизнеутверждающей силы, красоты и празд-ника.

### Герб[18]
Блазон:
В лазоревом поле над зеленой, тонко окаймленной золотом, вырубной оконечностью - серебряный летящий вправо и воздевший крылья гусь с червленым клювом, сопровожденный во главе червленым, заполненным серебром знаком атома о четырех орбитах (равномерно переплетенных, две и две)

### Флаг[19]
Описание:
Прямоугольное двухстороннее полотнище с отношением ширины к длине 2:3, воспроизводящее фигуры из герба поселка Великодворский, выполненные синим, желтым, зеленым, красным и белым цветом

## Галерея

Село Великодворье на генеральном плане межевания 1790 года
Великодворье на карте 1821 года.jpg
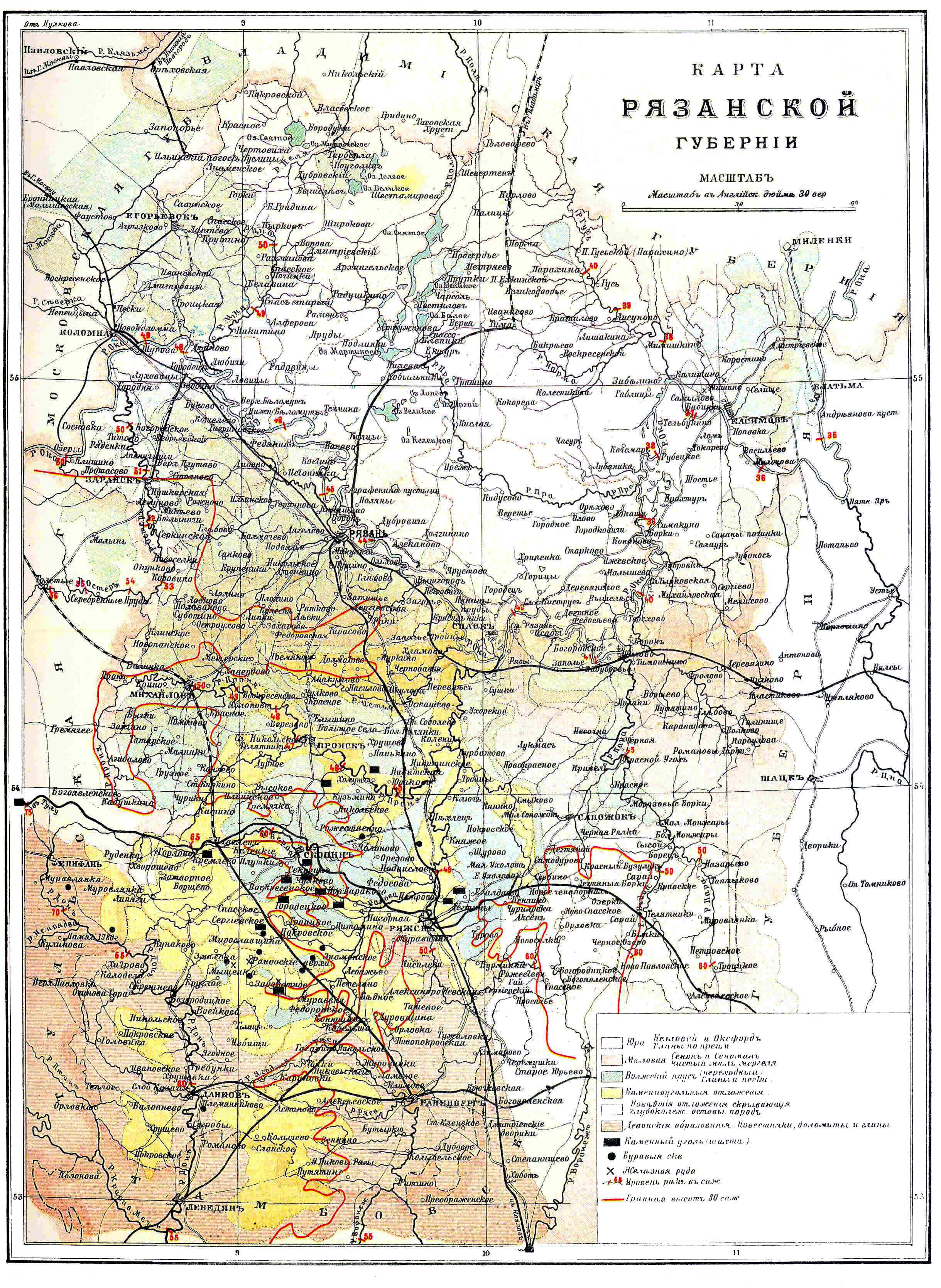
Великодворье на карте Рязанской губернии